# 아시아 실내 육상 선수권 대회
아시아 실내 육상 선수권 대회(World Athletics Indoor Championships)는 2년마다 열리는 실내 육상 대회이다. 2004년에 처음 시작되었으며, 2년마다 아시아 전역의 여러 도시에서 개최된다.